# Alberto Massa Gallucci
Alberto Massa Gallucci (Napoli, 1905 – Napoli, 13 novembre 1970) è stato un generale italiano.

## Biografia
Primo comandante della Divisione corazzata Pozzuolo del Friuli (poi ricostituita nel 1955), reduce della campagna di Russia, ove combatté con il grado di maggiore in servizio di stato maggiore presso il Quartier Generale della 9ª Divisione fanteria "Pasubio", meritò la medaglia d'oro al valor militare e rimase prigioniero dei sovietici dal 16 dicembre 1942 fino al gennaio 1954.
Scrisse sulla sua esperienza bellica il libro di memorie No! Dodici anni prigioniero in Russia, in cui ricorda le terribili vicende della prigionia degli italiani in URSS e, con particolare evidenza, quella degli ultimi 28 prigionieri italiani rimasti nell'URSS (tra cui il tenente Italo Stagno, morto a pochi giorni dalla liberazione) dopo il 1946 e fino al 1954.

## Pubblicazioni
- Alberto Massa Gallucci, No! Dodici anni prigioniero in Russia, Milano, Rizzoli, 1958.